# Sukanya Cholasuek
Sukanya Cholasuek, mais conhecida por seu nome literário Krisana Asoksin, (Bangkok, 1931) é uma escritora tailandesa.

## Biografia
Krisana Asoksin começou a escrever aos quinze anos. Estudou na escola Rachini (uma instituição de prestígio para meninas cujo nome significa escola da rainha) e, depois de terminar o ensino médio, passou dois anos estudando na Faculdade de Comércio e Contabilidade da Universidade Thammasat. Trabalhou por dezessete anos no Ministério da Agricultura como bibliotecária. Durante esse período, já publicou mais de cem romances e histórias na revista Sri Sapda. Em 1958, publicou na revista dedicada ao público feminino Satri Sarn a história Wihok Thi Long Tang (O pássaro perdido), que assinou com o pseudônimo de K. Asoksin. O sucesso dessa história a levou a parar de usar os outros pseudônimos que utilizava. Por fim, deixaria seu cargo no ministério para se dedicar totalmente à literatura.

## Estilo e influências
É uma autora muito prolífica que escreveu mais de cento e cinquenta romances e um grande número de histórias curtas. Vários deles foram adaptados para cinema ou televisão.
A maioria de seus primeiros romances tratava de problemas de amor, domésticos e familiares. Mais tarde, porém, evoluiu para questões sociais e políticas, em cujas abordagens uma mensagem budista é revelada. É conhecida por sua sensibilidade a defeitos e sentimentos humanos, bem como uma descrição vívida dos personagens.
Sua autora favorita é Dokmai Sot, de quem ela aprecia seu estilo e idioma.
Quando sua amiga Suwannee Sukhontha foi assassinada em 1984, dedicou-lhe o último capítulo de seu livro Wan Warn.

## Reconhecimento
Krisana Asoksin foi premiada duas vezes com o Prêmio Literário SEATO, em 1968 com a Rua Manut e em 1972 com o Tawak Tok Din. Nesses trabalhos, lida com a ganância e a luxúria. Seu trabalho, Poon Pid Thong, recebeu o Prêmio de Redação do Sudeste Asiático em 1982.
Foi nomeada Artista Nacional da Tailândia no campo da literatura em 1988 e recebeu a medalha Gabriela Mistral do governo chileno. Em 1996, foi nomeada senadora, a primeira escritora que recebeu essa distinção na Tailândia.